# Ulrike Günther
Ulrike Günther (* 1989 in Greifswald) ist eine deutsche Theaterregisseurin.

## Leben
Ulrike Günther wurde 1989 in Greifswald geboren. Nach ihrer Schulausbildung ging sie nach Brüssel, wo sie von 2008 bis 2012 am Institut national supérieur des arts du spectacle et des techniques de diffusion (INSAS) Theaterregie studierte. In dieser war sie unter anderem am Brüsseler Théâtre Océan Nord und am Théâtre de la Balsamine tätig, hier als Assistentin der Regisseurin Léa Drouet. Ihr Studium schloss sie 2012 am Théâtre de la Balsamine mit der Inszenierung Printemps Amer ab, einem Theaterstück über die islamische Revolution in Iran.
Von 2012 bis 2014 war Ulrike Günther Regieassistentin am Nationaltheater Mannheim. 2013 nahm sie an der vom kroatischen Theaterregisseur Oliver Frljić in Brüssel geleiteten Meisterklasse Making ourselves understandable teil. 2014 inszenierte sie das Bürgerbühnenprojekt Winterreise(n).
2014 gab es von ihr eine erneute Inszenierung zur iranischen Revolution unter dem Titel Frühlingserwachen – von einer vergessenen Revolution, die im Januar 2014 Vorpremiere auf dem Iranischen Theaterfestival am Theater in Heidelberg hatte, hier den Publikumspreis erhielt und dann in Stuttgart, Berlin und Mannheim aufgeführt wurde. Grundlage des auf Persisch und Deutsch aufgeführten Stücks waren Interviews mit Menschen aus Iran in Deutschland. Es spielten die 1988 in Isfahan geborene Rahil Glosar und die 1987 im belgischen Virton geborene Renelde Pierlot.
Von 2014 bis 2016 war Ulrike Günther Regieassistentin am Schauspiel Hannover. 2015 nahm sie mit ihrer wieder zusammen mit Renelde Pierlot verwirklichten Inszenierung Welcome to Europe! am Festival Courants d’air in Brüssel teil. 2015 beteiligte sie sich während der Biennale von Venedig an der von Milo Rau geleiteten Meisterklasse Stop War in Congo! 2016 folgte am Jungen Schauspiel Hannover die Inszenierung ihres Theaterprojekts Bis hierher lief’s noch ganz gut über Jugendliche in sozialen Brennpunkten Hannovers.
Seit 2016 führt sie als freischaffende Künstlerin Regie in Theateraufführungen unter anderem beim Deutschen Nationaltheater Weimar, dem Schauspiel Hannover, dem Theater Aachen und der Schauburg in München.
Zu ihren größten Erfolgen gehören das Theaterstück Chaostage – Der Ausverkauf geht weiter am Schauspiel Hannover, das von den so genannten Chaostagen in Hannover am 4. August 1995 und in den folgenden Jahren handelt und dessen Uraufführung im Dezember 2017 schnell ausverkauft war, das am 14. Mai 2018 im Theater Aachen uraufgeführte Stück Der Reservist – Arbeiten im 21. Jahrhundert, das sich mit den Bedingungen der Arbeitssuchenden auf dem Arbeitsmarkt auseinandersetzt, sowie ihre im Januar 2020 kurz vor Beginn der COVID-19-Pandemie an der Schauburg in München aufgeführten Theaterinszenierung des dystopischen Dramas von Juli Zeh Corpus Delicti (zu dem auch Juli Zehs gleichnamiger Roman erschien). Ein Erfolg wurde auch das in Regie von Ulrike Günther an der Münchner Schauburg mit David Benito Garcia und Anne Bontemps aufgeführte Kinderstück Ich lieb dich von Kristo Šagor, der dafür 2019 den Mülheimer KinderStückePreis und den Preis der Jugend-Jury erhielt.
2019 setzte sie sich in ihrem Theaterprojekt mit Isabel Tetzner, Oldtimer – als der Mauerfall, mein Ford Fiesta und ich 30 wurden, am Deutschen Nationaltheater in Weimar mit den 30 Jahren seit ihrer Geburt im letzten Jahr der DDR auseinander.

## Familie
Ulrike Günther ist verheiratet und lebt mit ihrem Mann bei Aachen. Ihr Mann stammt aus dem französischsprachigen Teil Belgiens und ist am Theater Aachen als Maskenbildner tätig.